# La Serpent
La Serpent è un comune francese di 81 abitanti situato nel dipartimento dell'Aude nella regione dell'Occitania. Famoso per aver ospitato il primo circolo di omosessuali della Francia.

## Società

### Evoluzione demografica
Abitanti censiti